# Roberto Colautti
Roberto Damián Colautti (in ebraico רוברטו דמיאן קולאוטי‎?; Córdoba, 24 maggio 1982) è un ex calciatore argentino naturalizzato israeliano.

## Carriera

### Club
Cresciuto nelle giovanili del Boca Juniors, dopo alcune stagioni nel suo paese e una breve esperienza in Svizzera si trasferisce in Israele, al Maccabi Haifa, e alla prima stagione si laurea capocannoniere del campionato con 19 reti. La stagione 2006-2007 vede il Maccabi Haifa giocare in Coppa UEFA. Nell'estate 2007 viene acquistato dal Borussia Mönchengladbach, società tedesca, retrocessa in Zweite Bundesliga. In Germania realizza 9 reti in 57 partite in tre anni, per poi tornare in Israele, al Maccabi Tel Aviv, dove segna 20 goal in 71 partite di campionato nell'arco di tre stagioni. Il 29 marzo 2010, ha firmato un contratto con il Maccabi Tel Aviv e torna in Israele nel luglio dello stesso anno. Il 1º agosto 2010 Colautti ha segnato il suo primo gol contro il Maccabi Netanya in Toto Cup. La sua prima stagione in giallo è stata dura e Colautti fatica a segnare. Ha perso il posto da titolare ed è rimasto un sostituto per il resto della stagione. Nonostante tutto, Colautti è riuscito a segnare nove gol in campionato e un complessivo di 13 gol in 40 presenze nel corso della stagione. Colautti firma il contratto con l'Anorthosis il 28 giugno 2013 ed indossa la maglia numero 11. Segna una doppietta nell'andata del secondo turno preliminare di Europa League contro gli svedesi del Gefle il 18 luglio 2013, partita vinta 3-0, ma non evita l'eliminazione dalla competizione, vista la sconfitta per 4-0 al ritorno la settimana successiva. Segna due goal in un minuto, al 90' nel debutto in campionato cipriota contro l'Omonia Nicosia, facendo vincere la sua squadra 3-1, dopo il momentaneo pareggio di Gikiewicz all'86', il 31 agosto 2013.

### Nazionale
Nel 2006 si unì in matrimonio con una cittadina israeliana ottenendo, per naturalizzazione, il diritto di giocare per la nazionale israeliana, in cui debuttò il 2 settembre di quello stesso anno. Suo fu l'unico goal dell'incontro, con cui Israele batté l'Estonia.
Per ascendenze friulane Colautti possiede anche la cittadinanza italiana.

## Palmarès

### Club

#### Competizioni nazionali
- Campionato argentino: 2

Boca Juniors: 2000-2001, 2003-2004
- Campionato tedesco di seconda divisione: 1

Borussia Mönchengladbach: 2007-2008
- Campionato israeliano: 1

Maccabi Tel Aviv: 2012-2013

#### Competizioni internazionali
- Coppa Libertadores: 3

Boca Juniors: 2000, 2001, 2003
- Coppa Sudamericana: 1

Boca Juniors: 2004
- Coppa Intercontinentale: 2

Boca Juniors: 2000, 2003

### Individuale
- Capocannoniere del campionato israeliano: 1

2004-2005 (19 reti)